# Parapolystichum
Parapolystichum, rod papratnica iz porodice rebračevki (Dryopteridaceae), kojemu pripada 30  priznatih, uglavnom pantropskih vrsta.

## Vrste
1. Parapolystichum acuminatum (Houlston) Labiak, Sundue & R. C. Moran
2. Parapolystichum acutum (Kuntze) Labiak, Sundue & R. C. Moran
3. Parapolystichum barterianum (Hook.) Rouhan
4. Parapolystichum boivinii (Baker) Rouhan
5. Parapolystichum calanthum (Endl.) J. J. S. Gardner & Nagalingum
6. Parapolystichum confine (C. Chr.) Labiak, Sundue & R. C. Moran
7. Parapolystichum coriaceosquamatum (Rakotondr.) Rouhan
8. Parapolystichum currorii (Mett. ex Kuhn) Rouhan
9. Parapolystichum effusum (Sw.) Ching
10. Parapolystichum excultum (Mett.) Labiak, Sundue & R. C. Moran
11. Parapolystichum fideleae (Rakotondr.) Rouhan
12. Parapolystichum glabellum (A. Cunn.) Labiak, Sundue & R. C. Moran
13. Parapolystichum grayi (D. L. Jones) J. J. S. Gardner & Nagalingum
14. Parapolystichum hornei (Baker) Rouhan
15. Parapolystichum kermadecense (Perrie & Brownsey) Perrie & L. D. Sheph.
16. Parapolystichum manongarivense (Rakotondr.) Rouhan
17. Parapolystichum microsorum (Endl.) Labiak, Sundue & R. C. Moran
18. Parapolystichum munitum (Mett.) Labiak, Sundue & R. C. Moran
19. Parapolystichum nigritianum (Baker) Rouhan
20. Parapolystichum novoguineense (Holttum) Sundue & Testo
21. Parapolystichum pacificum (Tindale) J. J. S. Gardner & Nagalingum
22. Parapolystichum perrierianum (C. Chr.) Rouhan
23. Parapolystichum pseudoperrierianum (Tardieu) Rouhan
24. Parapolystichum rufescens (Blume) Labiak, Sundue & R. C. Moran
25. Parapolystichum smithianum (Tindale) Labiak, Sundue & R. C. Moran
26. Parapolystichum subsimile (Hook.) Rouhan
27. Parapolystichum tinarooense (Tindale) Labiak, Sundue & R. C. Moran
28. Parapolystichum villosissimum C. Sánchez & Labiak
29. Parapolystichum vogelii (Hook.) Rouhan
30. Parapolystichum windsorense (D. L. Jones & B. Gray) Labiak, Sundue & R. C. Moran